# ستيف بيناو
ستيف بيناو (11 مارس 1988 بلو مان في فرنسا - ) (بالفرنسية: Steve Pinau)‏ هو لاعب كرة قدم فرنسي في مركز الهجوم. شارك مع منتخب فرنسا تحت 16 سنة لكرة القدم ومنتخب فرنسا تحت 19 سنة لكرة القدم. أما مع النوادي، فقد لعب مع نادي أرليه أفينيون ونادي بايون ونادي جنوى ونادي فاتيما ونادي كليرمونت 63 ونادي لوغانو ونادي موناكو ونادي هيبرنيان وRochester Rhinos ‏ وVendée Poiré-sur-Vie Football ‏ ونادي بروملي.

## وصلات خارجية
- ستيف بيناو على موقع رابطة كرة القدم الفرنسية للمحترفين (الإنجليزية)
- ستيف بيناو على موقع قاعدة بيانات كرة القدم.إي يو (الإنجليزية)
- ستيف بيناو على موقع Soccerbase.com (لاعب) (الإنجليزية)